# Aşıq Pəri
Aşıq Pəri (née en 1811 et morte en 1847), également connue sous le nom d'Ashiq Peri ou Ashig Pari, est une poétesse et chanteuse folklorique azérie. On se souvient d'elle comme l'une des premières Achik féminines et pour son habileté pour la composition musicale.

## Jeunesse
Adolf Bergé, un orientaliste qui voyage à travers le Caucase, est le premier à décrire Aşıq Pəri lorsqu'il la rencontre en 1829. Il parle dans ses écrits d'une poétesse de 18 ans qu'il découvre dans un village sur les rives de la rivière Araxe et l'identifie comme Aşıq Pəri. Une achik ou aşıq est un poète lyrique qui compose et chante les traditions orales d'une région, similaire à la coutume occidentale des bardes ou des troubadours,. Pəri est le mot azerbaïdjanais pour fée et son nom est donc un nom de plume, laissant les origines et le nom réel de la poétesse inconnus. D'après le récit de Bergé, il est généralement présumé qu'elle est née entre 1811 et 1813 dans le village de Jabrayil,. Son père, Haji Sajad, est un marchand qui colporte des marchandises et sa mère, Gulustan, enseigne à sa fille les traditions arabes et persanes. Elle étudie avec Mohammad bey Ashiq (az) pour apprendre l'art achik, en évaluant les chefs-d'œuvre de l'art connus à l'époque. Pəri est très douée pour chanter et tourner les contes de fées en des poésies libre.

## Carrière
Aşıq Pəri s'installe à Chouchi, la capitale du khanat du Karabagh, vers 1830. Elle voyage dans tout le Karabagh et se fait remarquer par son talent et ses compétences en composition. À partir du milieu du XIXe siècle, la critique littéraire fait l'éloge de son travail et cite ses poèmes lyriques comme des exemples significatifs du genre. En 1856, Mirza Yousif Nersesov (également connu sous le nom de Mirza Yousif Garabaghi) publie une anthologie, Məcmueyi-Vaqif v müasirani-digər, l'une des premières œuvres à imprimer et à discuter de ses poèmes,,. Bergé publie des informations à son sujet dans le magazine Məcmueyi-əşari-şüəarayi-Azərbaycan à Leipzig en 1867. La spécialiste des lettres Firidun bey Kocharli fait l'éloge de son travail en 1903 et décrit l'attention qu'elle suscite parmi l'élite littéraire de son temps. Les contemporains de Kocharli et de Pəri, tels que Mohammad bey Ashiq, Jafargulu agha Javanshir et Assad Bey lui ont consacre des poèmes.

## Mort et héritage
La mort de Pəri a lieu soit en 1847 soit en 1848 à Chouchi,. On se souvient d'elle comme la première femme à composer dans la tradition achik et pour la sagesse, la beauté lyrique et les compétences décrites dans ses œuvres.

### Citations
1. ↑  Kallinikov 1997.
2. 1 2 3 4 5 6 7  Təkləli 2015.
3. ↑  Paksoy 1995.
4. ↑  Gründ et Bois 2008, p. 31.
5. ↑  Heß 2016.
6. 1 2 3 4 5  Vahid 2012.
7. ↑  Kocharli 2004, p. 20.